# ボビーに首ったけ
『ボビーに首ったけ』（ボビーにくびったけ）は、片岡義男の小説、またそれを原作とした日本のアニメ映画。
小説は1980年（昭和55年）に角川書店から発行された。関連作品に『ボビーをつかまえろ』がある。

## 小説
神奈川県鎌倉市に住む「ボビー」こと野村昭彦は、バイクとサーフィンが大好きな高校3年生。高校卒業後は就職を希望していたボビーは、息子を意地でも大学へ進学させたい父親とは意見が合わず、進路のことでは常に喧嘩が絶えなかったが、母親はボビーの味方であった。高校2年生の秋、ボビーは友人と九州までツーリングに出かけ、その時の体験談をバイク雑誌へ投稿したところ採用となり、掲載される。それを読んだ岡山県笠岡市在住の中原咲美からボビー宛てに返事が来て、2人は文通を始める。高校3年生の6月、ボビーは湘南にあるサーフ・ショップのアルバイトに採用され、仕事にのめり込んでいくが、高校を長期欠席していたことが父親にばれてしまい、大喧嘩になる。ボビーは家を飛び出し、北鎌倉にある友人のアパートに居候することとなった。そして7月、勤め先のサーフ・ショップが千葉県の九十九里浜に支店を出すという話を聞いたボビーは、千葉での勤務を希望して許可されたが、その頃届いた咲美の手紙には「自分はこの3年間病気で家にこもったままでした」と書かれていた。

## 映画
1985年（昭和60年）にアニメ映画化された。同時上映は『カムイの剣』。主題歌とこの物語の主人公ボビーの声を野村宏伸が担当している。
キャッチ・コピーは「突然って、きらいですか…?」。

### キャスト
- 野村昭彦（ボビー）：野村宏伸
- 木田：根津甚八
- 中原咲美：村田博美
- 野村佳子：清水マユミ
- 久保田幸雄：堀川亮
- 野村保：塚本信夫

### スタッフ
- 製作：角川春樹
- 企画：りんたろう
- 原作：片岡義男
- 監督：平田敏夫
- 助監督：鈴木幸雄、江幡宏之
- プロデューサー：丸山正雄、岩瀬安輝
- 製作担当：大武正弘
- 設定：真崎守
- 脚本：石森史郎
- 編集：尾形治敏
- キャラクターデザイン：吉田秋生
- 作画監督：大橋学
- 作画：本木久年、なかむらたかし、松原京子、大塚伸治、森本晃司、河口俊夫
- 撮影監督：石川欽一
- 美術監督：山川晃
- 仕上：久田由紀、西表美智代
- 背景：番野雅好、池畑祐治、松岡聡
- 特殊効果：橋爪朋二、谷藤薫児
- 音楽コーディネーター：高桑忠男、石川光
- 音楽：奥慶一
- 音響監督：明田川進
- 録音：辻井一郎
- 音響効果：柴崎憲治、木下克己（東洋音響）
- 製作管理：大武正弘
- テクニカル監修：本橋昭二
- エンディング
  - 演出：清水広良
  - イメージデザイン：わたせせいぞう
  - イラストレーション：阿部幸夫
- 制作プロダクション：プロジェクトチーム・アルゴス、マッドハウス
- 製作：角川春樹事務所
- 配給：東映

### 音楽
- 挿入歌『ボビーにRock'n Roll』作詞：松本隆、作曲：南佳孝、編曲：大村雅朗、歌：野村宏伸
- エンディングテーマ『Bobby's Girl』歌：清水マユミ（ユミ飛鳥）

## 関連文献
- 『ボビーに首ったけ』〈角川文庫. カドカワフィルムストーリー〉、角川書店、1985年4月25日。